# Tengere rus
Tengere rus (Juncus tenuis) is een soort uit het geslacht rus (Juncus).

## Determinatie
Tengere rus is een vaste, grasachtige plant. De plant wordt 10–40 cm hoog, heeft een korte, gedrongen wortelstok en dunne, taaie stengels. De tot 1, 5 mm brede bladeren zijn lichtgroen tot groen. De witachtige oortjes zijn 1–3 mm lang. Van de lichtbruine bladschede blijven bij het ouder worden alleen de vezels over.

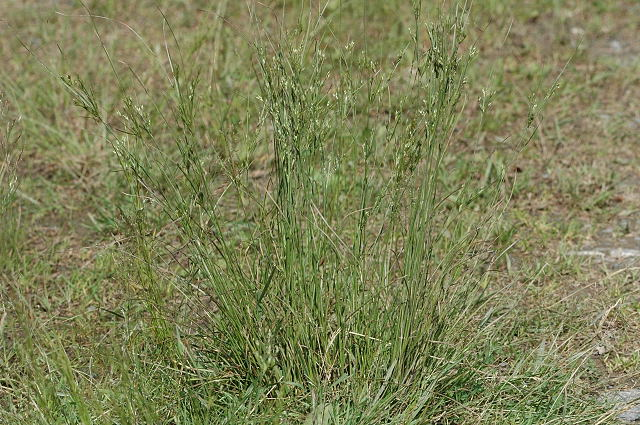
Plant

De soort bloeit van juni tot september met strokleurige bloemen. De 3–5 mm lange bloemdekbladen zijn zeer spits en hebben een vliezige rand. De schutbladen zijn grasachtig. De bloemdekbladen steken boven de vrucht uit. De bloeiwijze is pluimvormig.

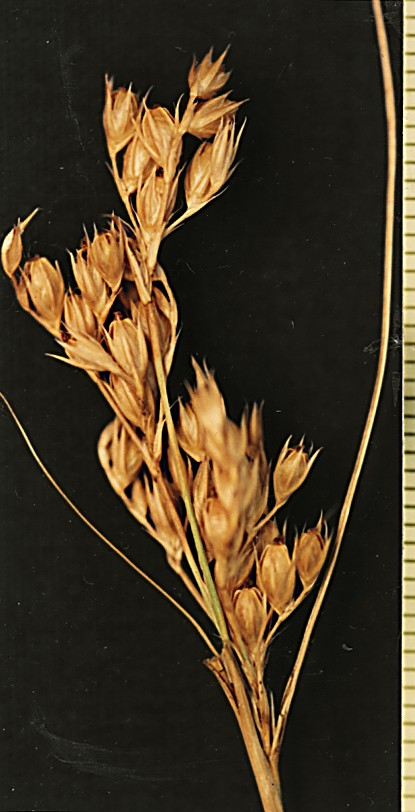
Bloeiwijze

De eivormige vrucht is een driezadige doosvrucht. De zaden zijn kleverig.

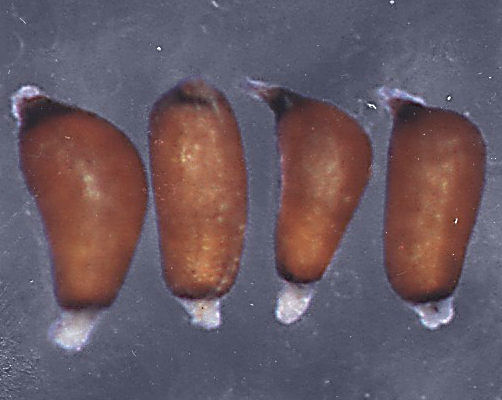
Zaden

## Ondersoorten
Van tengere rus komen in Nederland en Vlaanderen drie ondersoorten voor:
- Juncus tenuis subsp. tenuis
- Juncus tenuis subsp. dudleyi (samengetrokken rus)
- Juncus tenuis subsp. dichotomus

## Ecologie

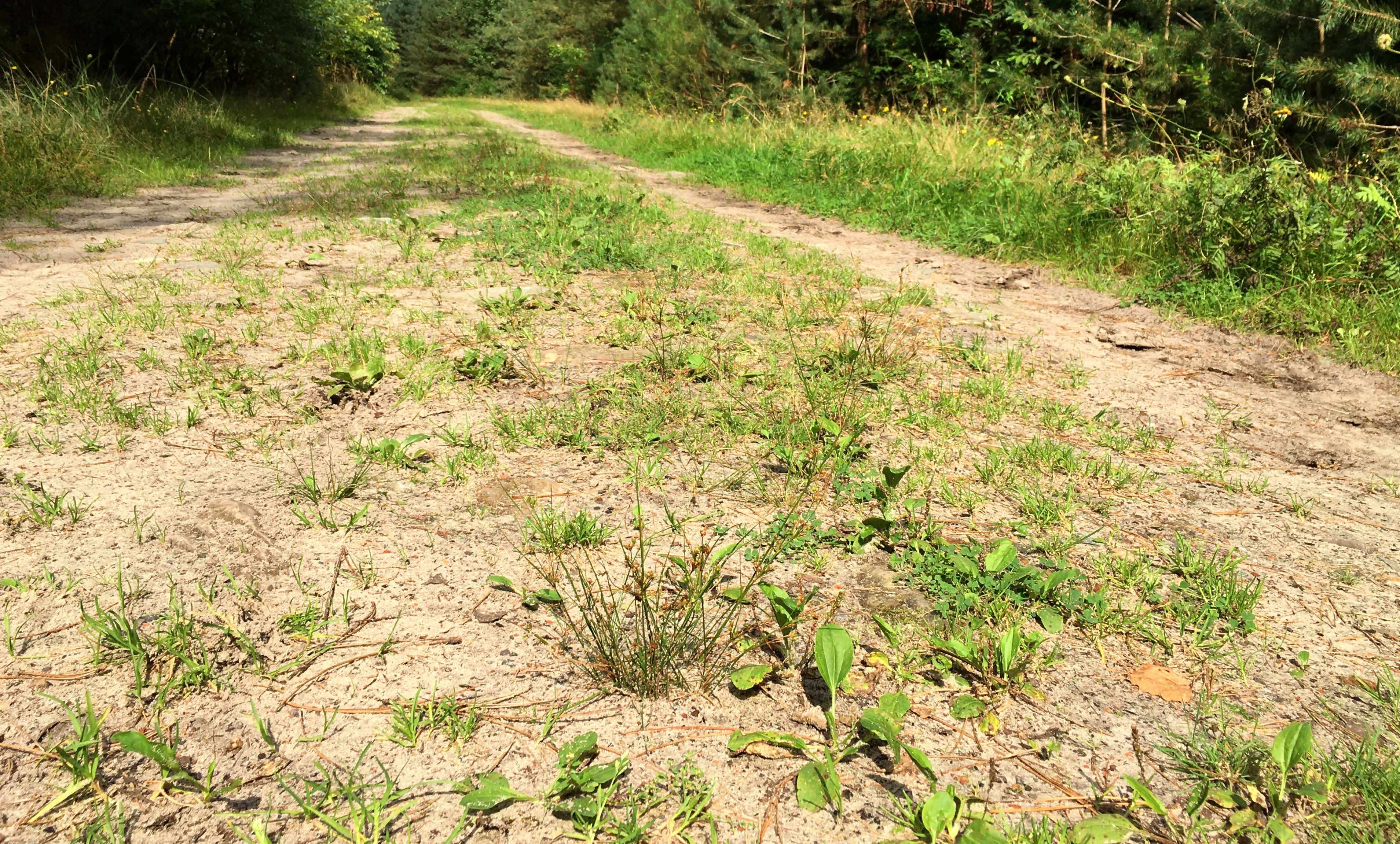
Tengere rus in ijle tredvegetatie van de associatie van Engels raaigras en grote weegbree.

Tengere rus is een pioniersoort die te vinden is op vrij open, zonnige tot licht beschaduwde, verstoorde plaatsen op vochtige, mestrofe tot eutrofe, basen- en matig stikstofrijke, zwak zure, kalkarme en vaak humusarme, verdichte zandgrond en op stenige plaatsen. De plant op heiden en langs bospaden, in de zeeduinen en in bermen van onverharde wegen, in karrensporen en op braakliggend terreinen, tussen straatstenen en sintels van spoorwegterreinen en langs greppels en droge sloten. Ze stamt oorspronkelijk uit Noord-Amerika (mogelijk ook uit Ierland en Schotland) en heeft zich als cultuurvolger sinds het begin van de 19de eeuw over andere delen van de wereld verspreid. Nederland valt geheel binnen het tegenwoordige Europese deel daarvan. De soort is algemeen in het oosten en midden van het land, in Noord-Brabant en plaatselijk in Limburg, Drenthe en Zuidoost-Friesland en is elders veel minder algemeen.

### Syntaxonomie
In de syntaxonomie kent tengere rus haar optimum in het varkensgras-verbond. Hierbinnen speelt zij een belangrijke rol als differentiërende soort in de naar genoemde subassociatie binnen de associatie van Engels raaigras en grote weegbree en in de associatie van vetmuur en zilvermos. Ook komt de soort veel voor in de dwergbiezen-klasse.

## Verspreiding
Tengere rus komt van nature voor in Noord-Amerika en is van daaruit naar vele delen van de wereld verspreid. In Nederland en België is de plant voor het eerst waargenomen in 1821.